# Avon Dassett
Avon Dassett is een civil parish in het bestuurlijke gebied Stratford-on-Avon, in het Engelse graafschap Warwickshire met 210 inwoners.